# André Ruellan (militaire)
Pour l’article homonyme, voir André Ruellan.
Cet article court présente un sujet plus développé dans : Frères Ruellan.
André Marie Anne Ruellan, né le 13 octobre 1885, sergent au 7e régiment d'infanterie coloniale, mort pour la France le 16 mai 1915  à Ville-sur-Tourbe dans la Marne, est l'un des frères Ruellan.
Cette fratrie, originaire de Saint-Malo, a payé un lourd tribut lors de la Première Guerre mondiale.